# Proszenie
Proszenie – wieś w Polsce położona w województwie łódzkim, w powiecie piotrkowskim, w gminie Wolbórz.
W latach 1975–1998 miejscowość administracyjnie należała do województwa piotrkowskiego.
W Proszeniu działa szkoła podstawowa, Ochotnicza Straż Pożarna i Koło Gospodyń Wiejskich. 
Prywatne przedsiębiorstwa to: tartak, dwa warsztaty samochodowe, dwa sklepy spożywcze.